# 愛媛県旗
愛媛県旗（えひめけんき）は、日本の都道府県の一つ、愛媛県の旗。本項では、1989年（平成元年）から1999年（平成11年）まで使用されていた県章旗（けんしょうき）についても解説する。

## 概要
一般公募で寄せられたデザインを基に、1952年（昭和27年）5月5日付で制定された。県の花であるミカンの花を中央やや左寄りに配し、花びらの白は「質素」「純潔」を、緑は「平和」「希望」を、黄色は「幸福」を表す。

### 県章旗（廃止）

愛媛県県章旗（1989-1999年）

県旗が定められたのは公選制導入後の第2-6代知事・久松定武の時代であるが、1987年（昭和62年）に民選第11代知事となった伊賀貞雪は就任後に前任者の第7-10代知事・白石春樹と対立を深め、1989年11月1日付で白石知事時代の1973年（昭和48年）2月20日に制定された愛媛県章を廃止して新たな県章を制定した。合わせて、新県章の普及を図るべく白地に県章を配した県章旗を新たに作成し、従来の県旗と併用する形で県庁舎や県の施設に掲揚した。
しかし、新県章を制定した伊賀が1999年1月の知事選で加戸守行に敗れて落選し、知事の座を追われると県章旗は「県章の普及・定着により役割を終えた」として5月31日付で廃止され、県庁舎や県の施設では再び県旗が掲揚されるようになった。こうした経緯により、例規上は現在も1989年制定の県章がなお効力を有する一方で使用機会はほとんど失われており、県の公式サイトや全国知事会のページでも県章に関する言及は無く県旗のみが紹介されている。